# Botanischer Garten Oldenburg

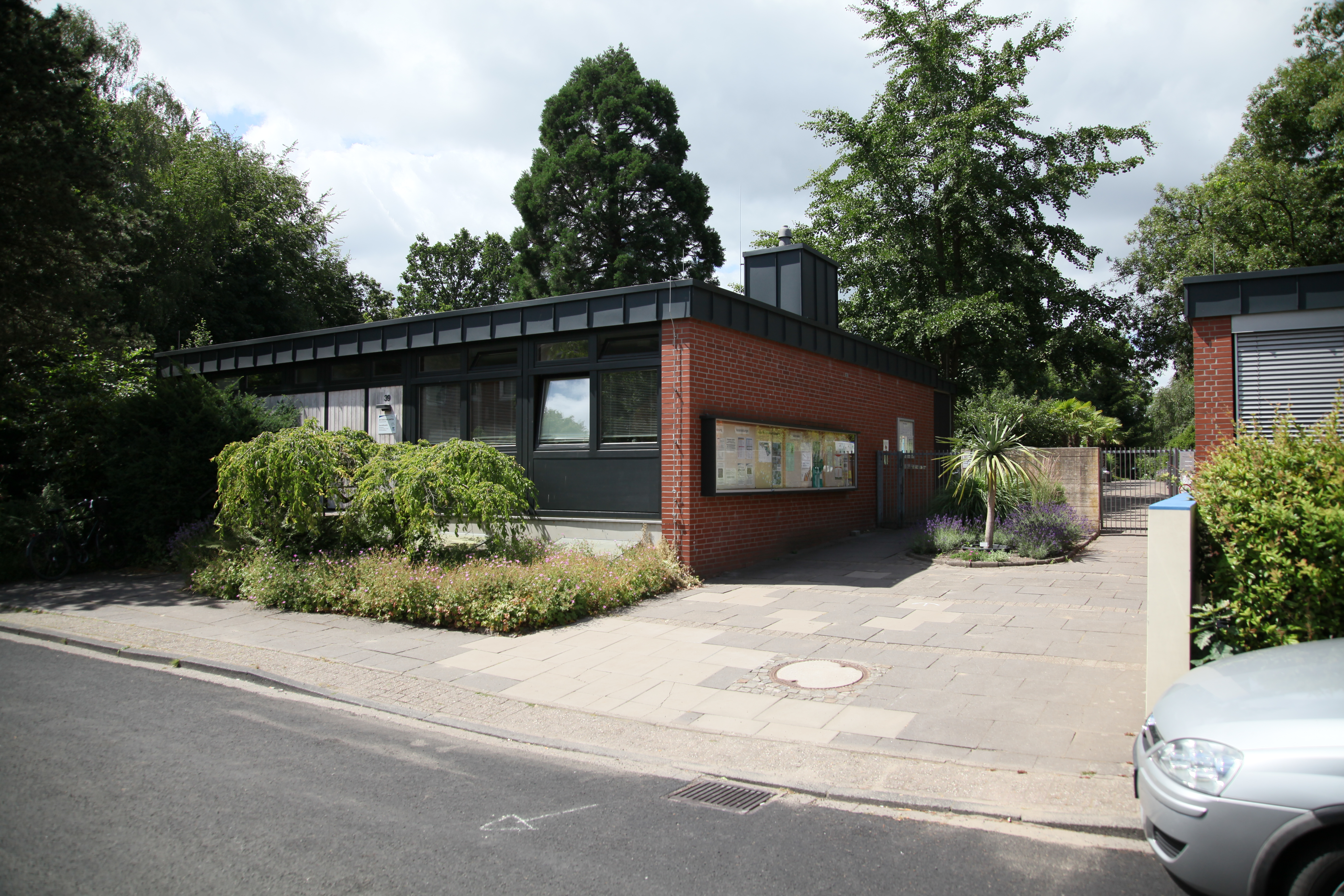
Eingangsbereich

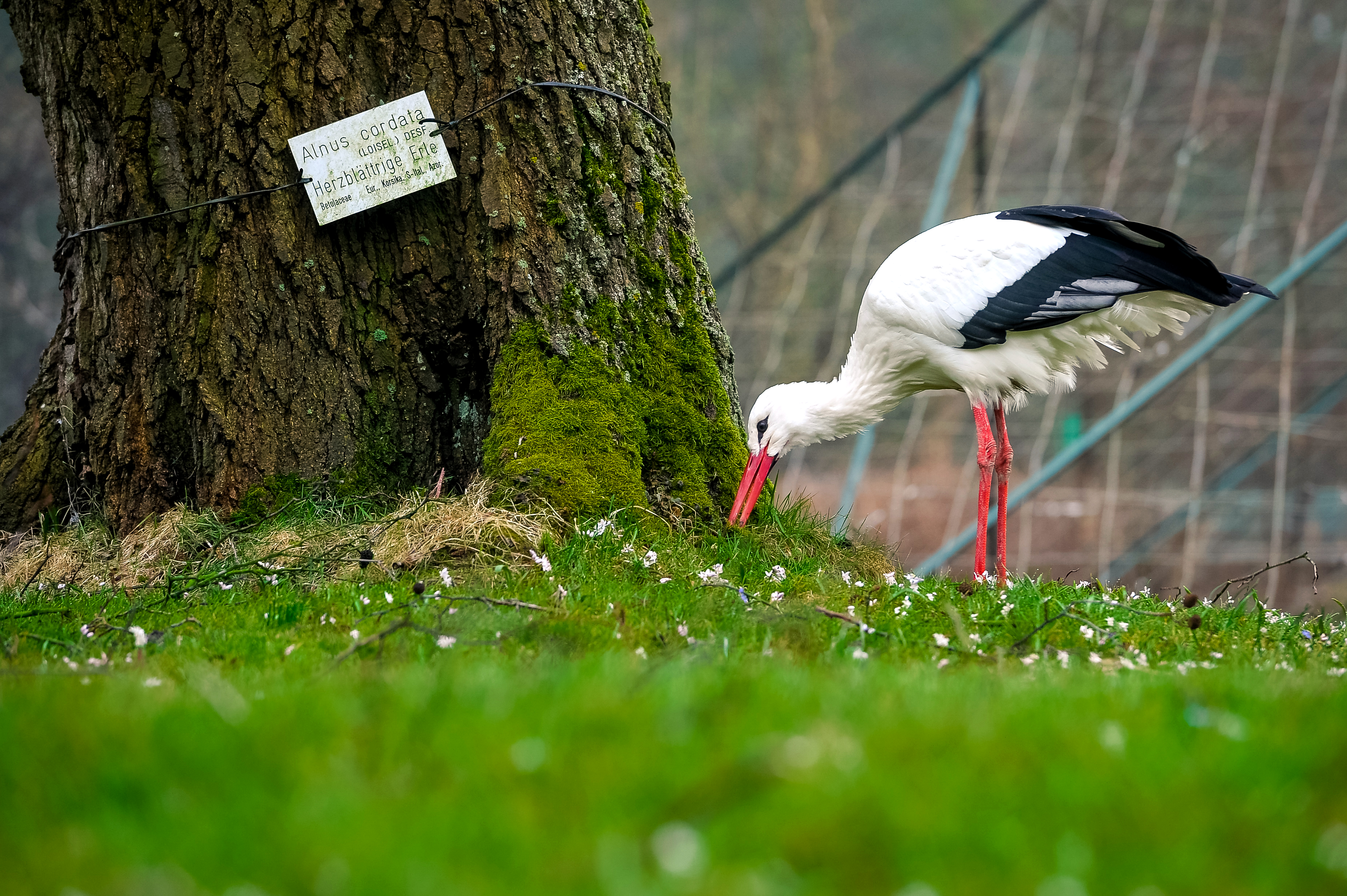
Pflegestorch (Gast)

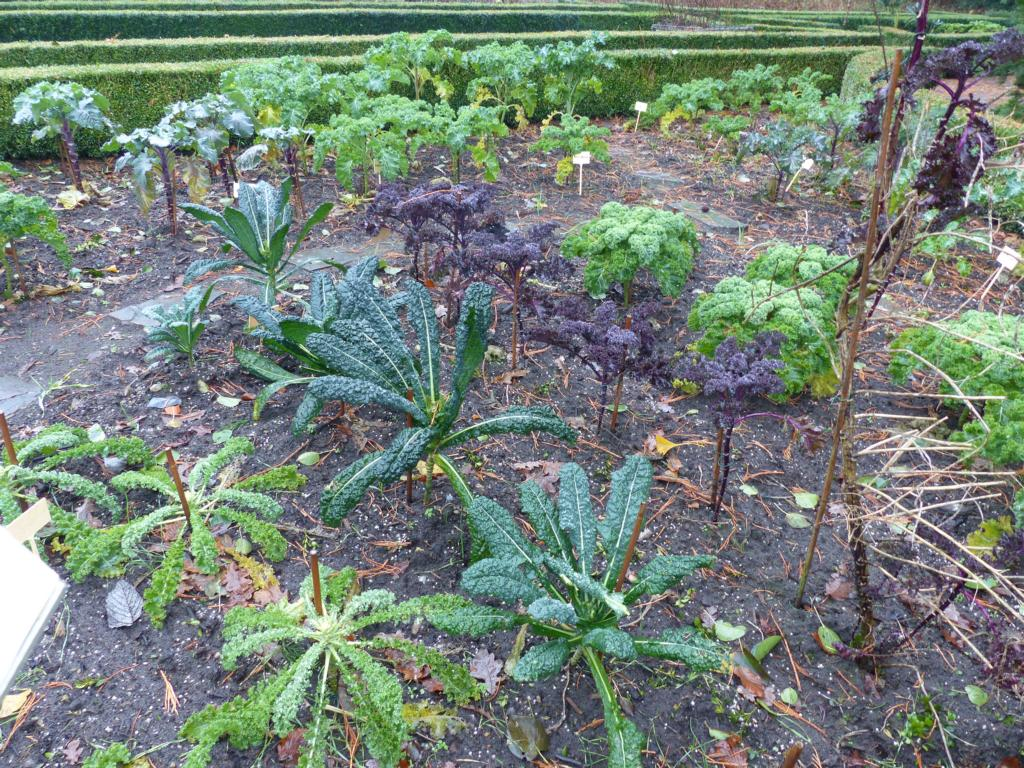
Diverse Grünkohlsorten (Oldenburger Palme) im Bauerngarten

Der Botanische Garten Oldenburg ist eine 3,7 ha große Einrichtung der Carl von Ossietzky Universität Oldenburg. Der öffentlich zugängliche Teil des Gartens liegt auf einem Geestrücken im Oldenburger Haareneschviertel und ist vom Philosophenweg sowie vom Schützenweg aus zugänglich. Die Anlage grenzt südlich an die Bahnstrecke Leer-Oldenburg an; im Westen endet sie an der Bundesautobahn 28.  

## Geschichte
Der Botanische Garten Oldenburg geht auf das Jahr 1882 zurück, in dem ein Lehrgarten für das Lehrerseminar Oldenburg angelegt wurde. 1933 wurde das Land Oldenburg für den Garten zuständig, 1950 das Land Niedersachsen. 1976 wurde der Garten in die Universität Oldenburg eingegliedert.

## Angebot
Der Botanische Garten der Universität Oldenburg ist in die Bereiche Sukkulentenhaus, Tropenhaus, Arzneigarten, Bauerngarten, Flora Nordwestdeutschlands, Alpinum, Mittelmeer und Kaukasus, Moor und Heide, Pflanzengeografie (Nordamerika, Japan und China), Volieren sowie Insektenhotel aufgeteilt. Präsentiert werden Pflanzen der verschiedenen Klimazonen der Erde. In der Abteilung Flora Nordwestdeutschlands sind mehr als 1000 Arten zu sehen; im Sukkulentenhaus werden etwa 300 verschiedene Pflanzen gezeigt. Die Präsentation von Tieren, vor allem von Vögeln, ist eine Besonderheit des Oldenburger Botanischen Gartens, die man nur in wenigen vergleichbaren Einrichtungen findet. Im Sukkulentenhaus werden auch Bartagamen und eine Vogelspinne gehalten.
Der Botanische Garten ist auch nach ästhetischen Aspekten gestaltet. Die Ästhetik ist allerdings nicht Selbstzweck, sondern die Eigenarten und der Nutzen der Vielfalt auch weniger spektakulärer Pflanzen und ihrer Vegetationsgemeinschaften sollen Studierenden, Schülern und der Allgemeinheit verdeutlicht werden. Besonderes Anliegen der Universität ist es, die grundlegende Bedeutung der Evolutionslehre für alle Lebensvorgänge aufzuzeigen und zu erforschen. Dafür werden unter anderem aktuelle Forschungsprojekte der Universität vorgestellt, Pflanzen für die Forschung und Lehre der Universität zur Verfügung gestellt und es werden viele Führungen und sonstige Veranstaltungen rund um die Welt der Pflanzen angeboten. Der Botanische Garten beherbergt darüber hinaus eine „Grüne Schule“. In diesem außerschulischen Lernort lernen Schulklassen und andere Gruppen, genau zu beobachten, zu mikroskopieren und zu experimentieren.

## Standort Küpkersweg
Neben dem öffentlich zugänglichen Standort Philosophenweg gibt es den nicht-öffentlichen Standort Küpkersweg. Er wurde 1984 in Betrieb genommen und bietet eine Fläche von ca. 1,5 ha. Hier werden Pflanzen angezogen und kultiviert, die zur Forschung und Lehre, aber auch später für den öffentlichen Teil des Botanischen Gartens am Philosophenweg dienen sollen.

## Gartenimpressionen

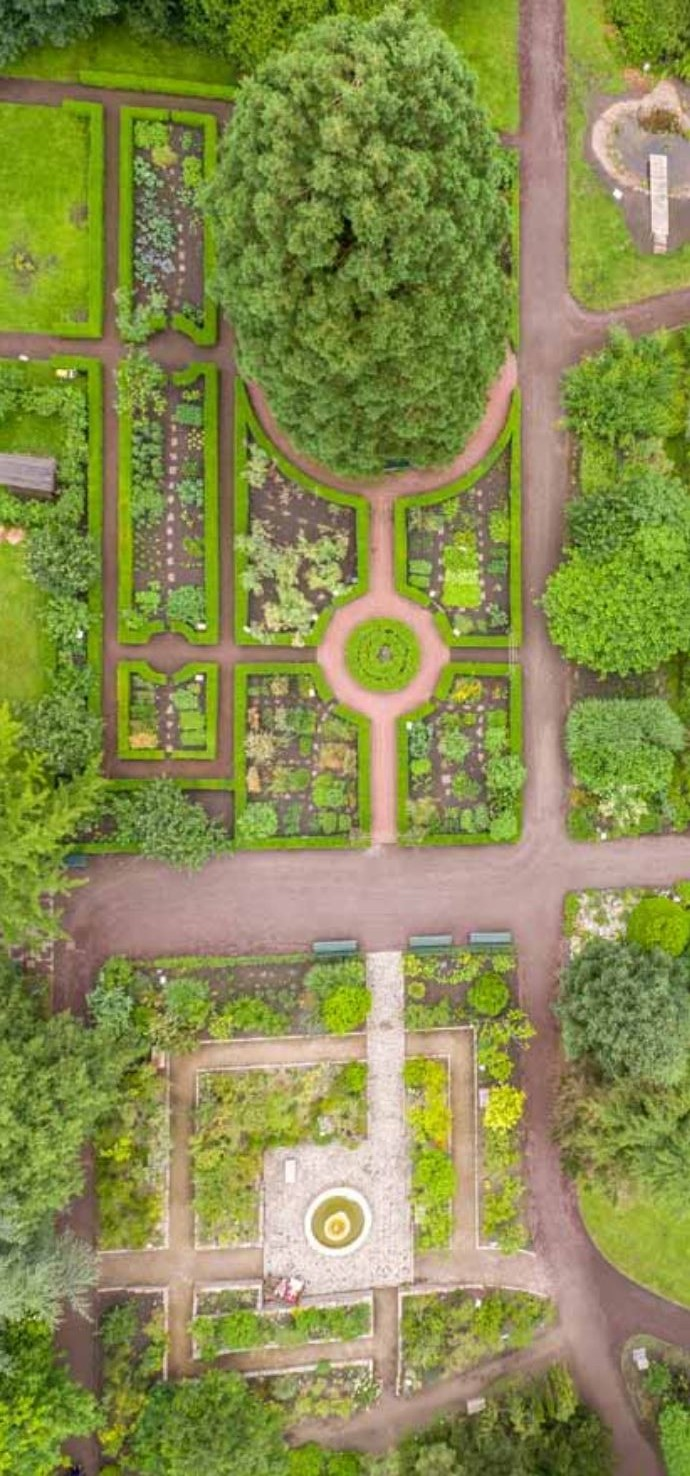
Vogelperspektive
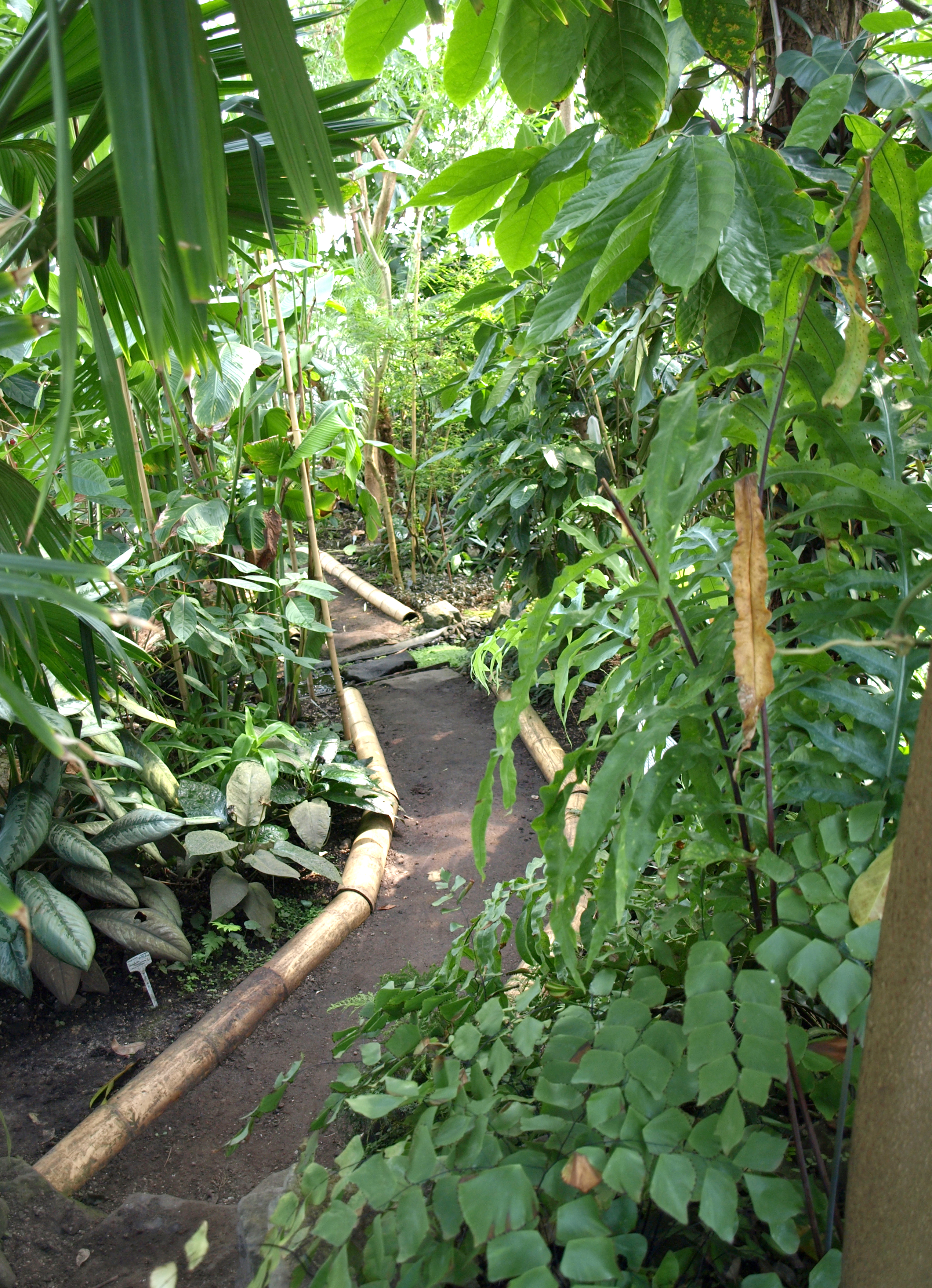
Tropenhaus
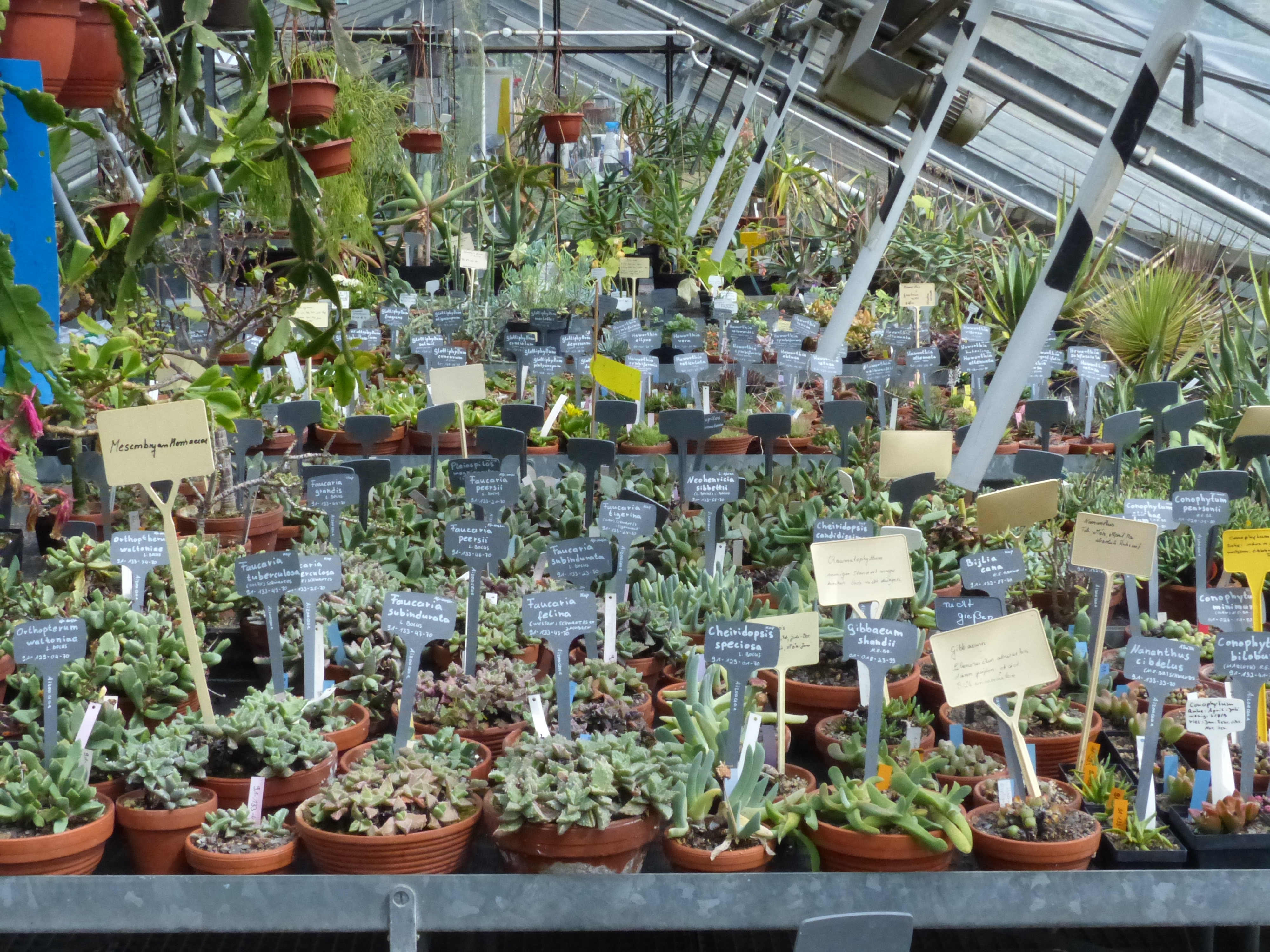
Sukkulentensammlung
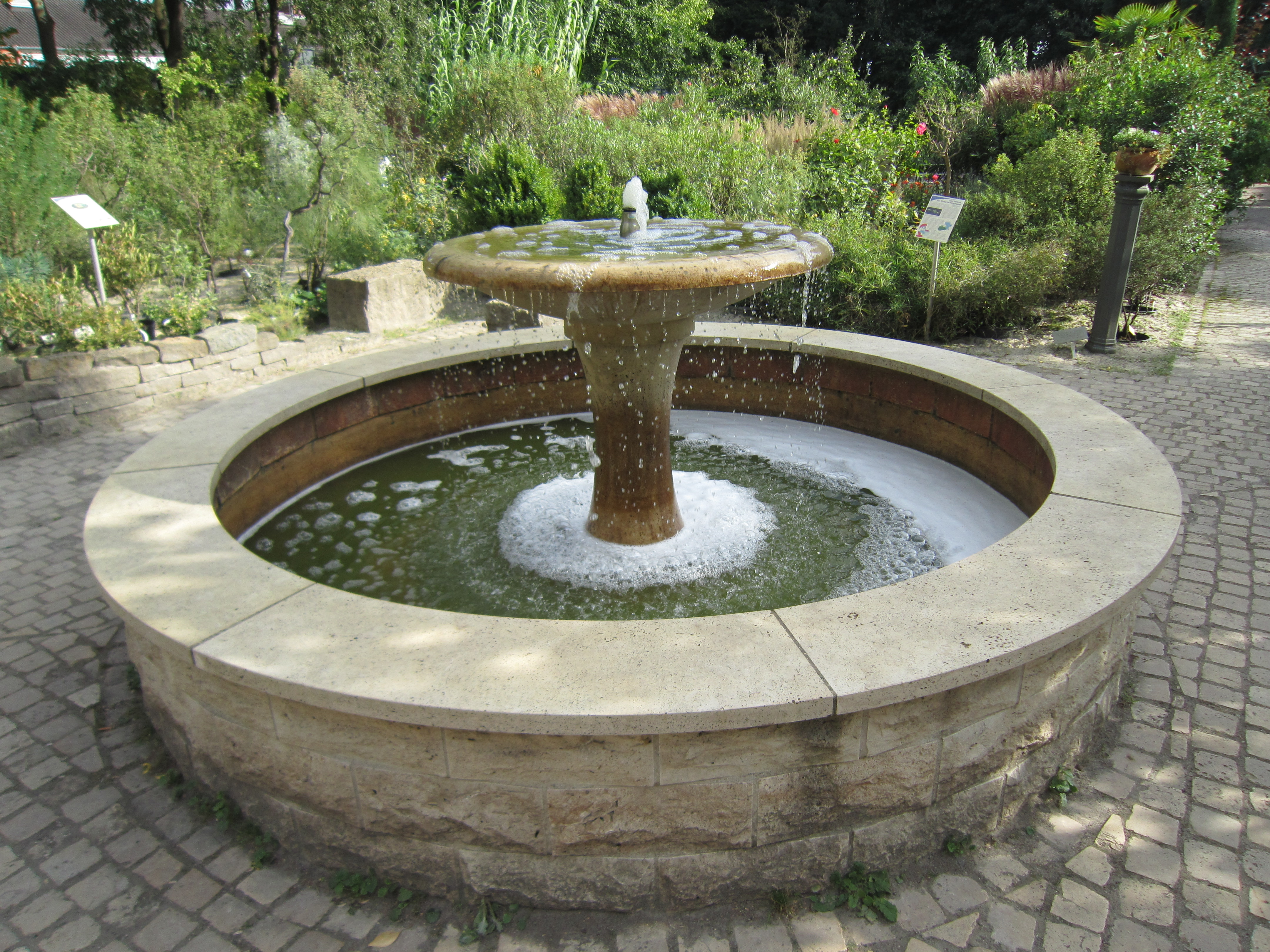
Brunnen in der Mittelmeerabteilung
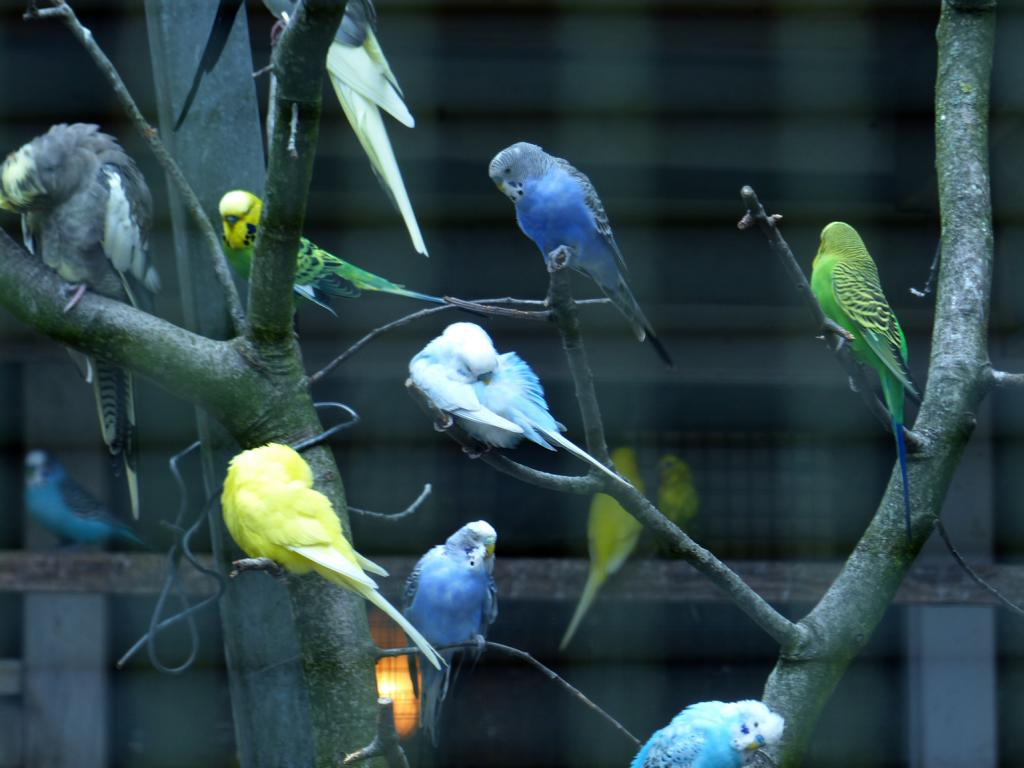
Autralienvoliere
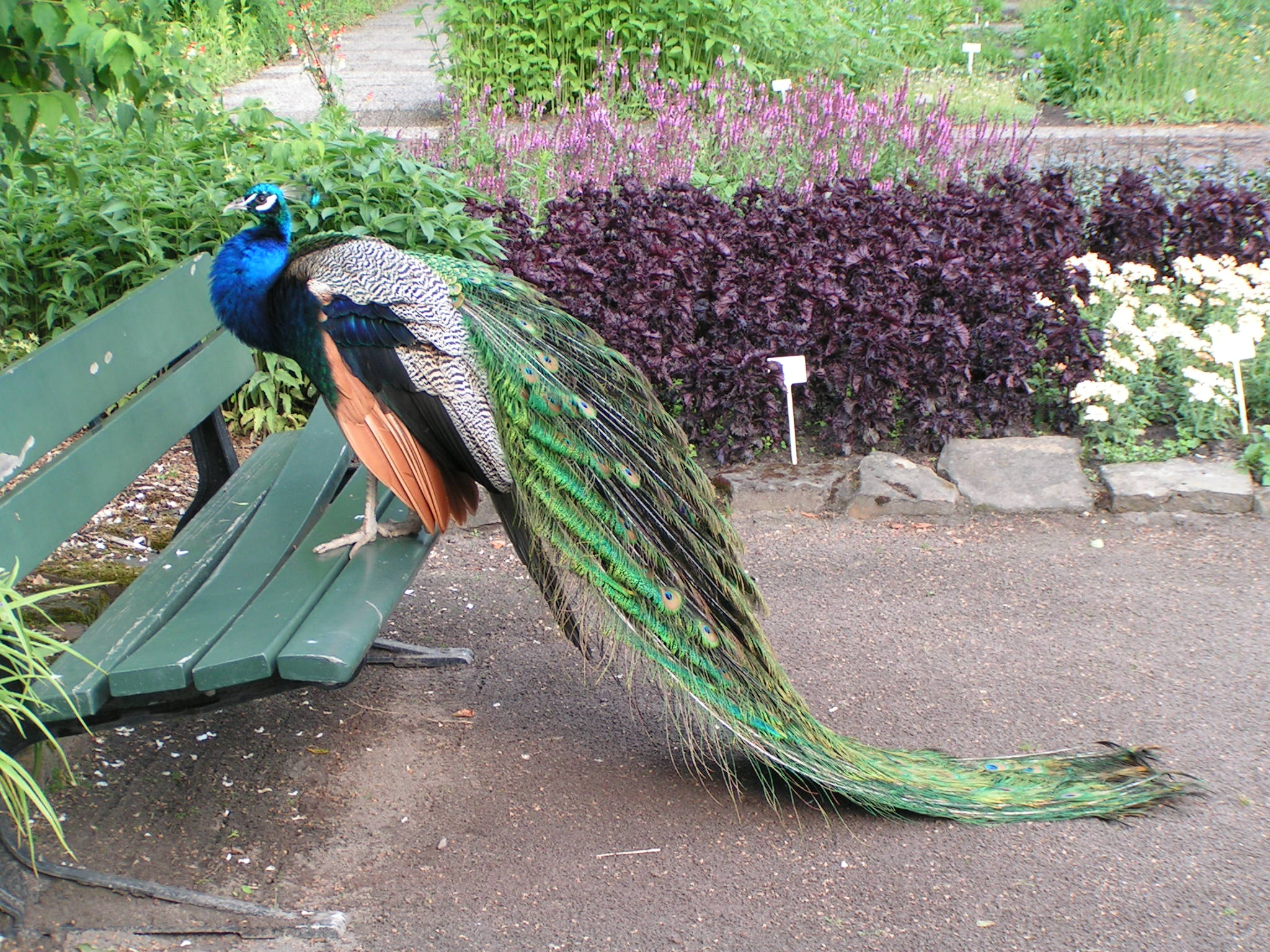
Frei laufendes Pfauenmännchen
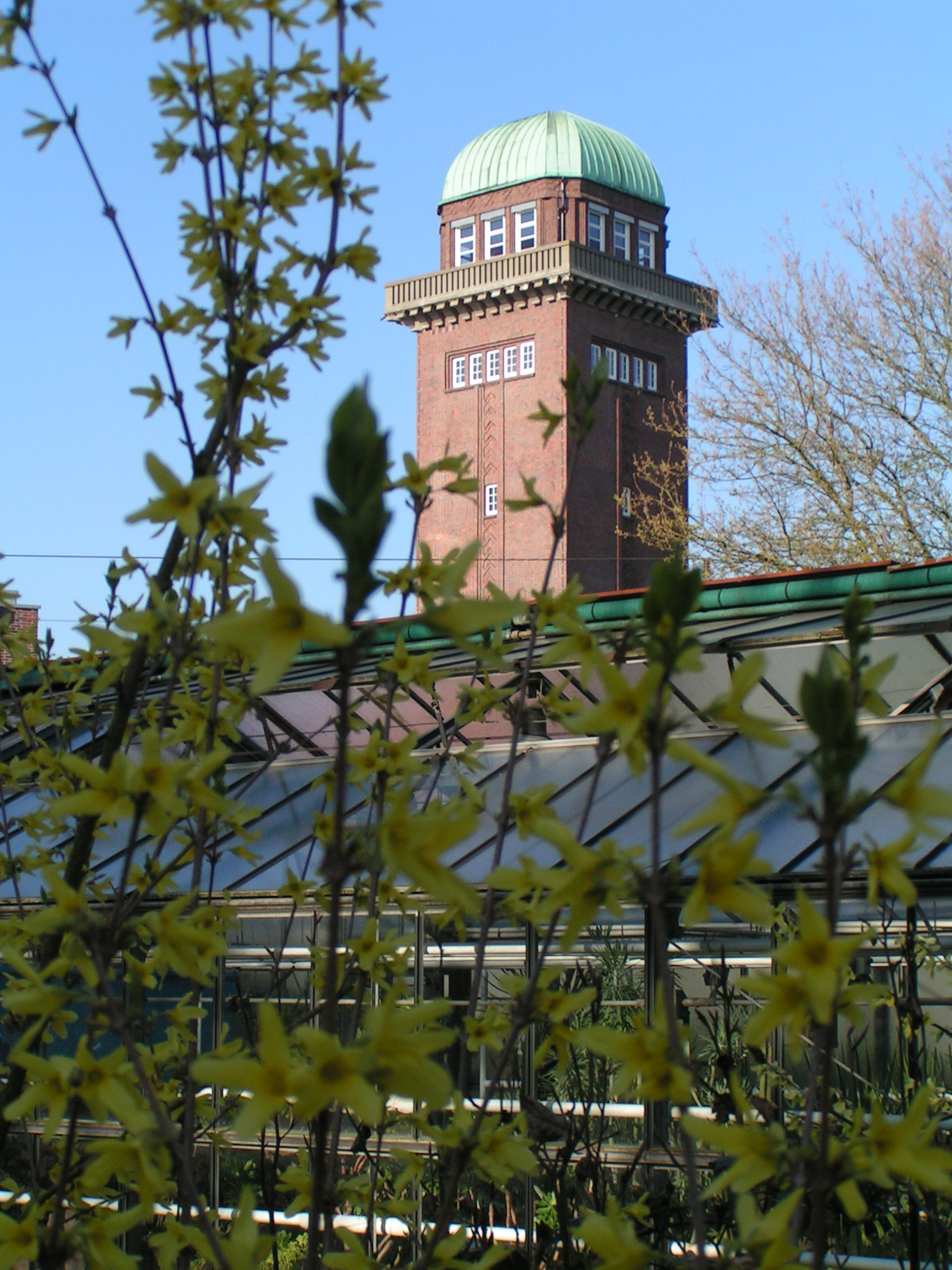
Blick in Richtung Alte Fleiwa